# Harry Heijnen
Harrie Heijnen, detto Harry (Venlo, 17 ottobre 1940 – Venlo, 18 marzo 2015), è stato un calciatore olandese, di ruolo attaccante.
È scomparso nel 2015 all'età di 74 anni a seguito di un tumore dell'esofago.

## Carriera

### Club
Harry Heijnen inizia a giocare nella squadra della sua città, il VVV-Venlo, dove rimane fino al 1962, anno del trasferimento all'ADO Den Haag. Rimane all'ADO per sette stagioni, nelle quali ottiene la convocazione in Nazionale olandese e vince una KNVB beker; giocherà in totale con l'ADO Den Haag quasi 200 partite.
Nel 1967, con l'ADO Den Haag nelle vesti del San Francisco Golden Gate Gales, disputa l'unica edizione del campionato dell'United Soccer Association, lega calcistica nordamericana che poteva fregiarsi del titolo di campionato di Prima Divisione su riconoscimento della FIFA, nel 1967: quell'edizione della Lega fu disputata utilizzando squadre europee e sudamericane in rappresentanza di quelle della USA, che non avevano avuto tempo di riorganizzarsi dopo la scissione che aveva dato vita al campionato concorrente della National Professional Soccer League. I Golden Gate Gales non superarono le qualificazioni per i play-off, chiudendo la stagione al secondo posto della Western Division.
Nel 1969 passa al MVV dove rimane due anni prima del ritorno al VVV-Venlo, dove chiude la carriera nel 1973.

### Nazionale
Harry Heijnen ha giocato una partita con la Nazionale olandese, il 18 settembre 1966 a Vienna contro l'Austria.

## Statistiche

### Cronologia presenze e reti in Nazionale
| Cronologia completa delle presenze e delle reti in nazionale ― Paesi Bassi | Cronologia completa delle presenze e delle reti in nazionale ― Paesi Bassi | Cronologia completa delle presenze e delle reti in nazionale ― Paesi Bassi | Cronologia completa delle presenze e delle reti in nazionale ― Paesi Bassi | Cronologia completa delle presenze e delle reti in nazionale ― Paesi Bassi | Cronologia completa delle presenze e delle reti in nazionale ― Paesi Bassi | Cronologia completa delle presenze e delle reti in nazionale ― Paesi Bassi | Cronologia completa delle presenze e delle reti in nazionale ― Paesi Bassi |
| Data                                                                       | Città                                                                      | In casa                                                                    | Risultato                                                                  | Ospiti                                                                     | Competizione                                                               | Reti                                                                       | Note                                                                       |
| -------------------------------------------------------------------------- | -------------------------------------------------------------------------- | -------------------------------------------------------------------------- | -------------------------------------------------------------------------- | -------------------------------------------------------------------------- | -------------------------------------------------------------------------- | -------------------------------------------------------------------------- | -------------------------------------------------------------------------- |
| 18-9-1966                                                                  | Vienna                                                                     | Austria                                                                    | 2 – 1                                                                      | Paesi Bassi                                                                | Amichevole                                                                 | -                                                                          |                                                                            |
| Totale                                                                     |                                                                            | Presenze                                                                   | 1                                                                          |                                                                            | Reti                                                                       | 0                                                                          |                                                                            |

## Palmarès
- KNVB beker: 1

ADO Den Haag: 1967-1968